# Історія Південного Судану
До моменту колонізації Африки європейськими країнами в Південному Судані не існувало державних утворень в сучасному розумінні. Араби не змогли інтегрувати цей регіон. Деякий прогрес стався при османському правлінні Єгиптом, коли в 1820 — 1821 роках залежний від Порти режим Мухаммеда Алі почав активну колонізацію регіону.
У період існування англо-єгипетського Судану (1898—1955 рр.) Велика Британія намагалася обмежити ісламський і арабський вплив на Південний Судан, ввівши окреме управління відповідно Північчю і Півднем Судану.
У 1956 році було проголошено створення єдиної суданської держави зі столицею в Хартумі, а в управлінні країною закріпилося домінування політиків з Півночі, які намагалися проводити арабізацію та ісламізацію Півдня.
Підписання в 1972 році Аддис-Абебської угоди призвело до припинення 17-річної Першої громадянської війни (1955—1972) між арабською Північчю та негритянським Півднем і надання Півдню певного внутрішнього самоврядування.
Після приблизно десятирічного затишшя,    Джафар Німейрі, який  прийшов до  влади  в  Судані  у  1969 р.,  відновив  у  1983 році  політику ісламізації, після чого збройний конфлікт відновила Народна армія визволення Судану.
Переговори між повстанцями й урядом у 2003—2004 роках формально завершили 22-річну другу громадянську війну, хоча окремі збройні сутички в ряді південних районів мали місце й пізніше. 9 січня 2005 року в Кенії було підписано Найваську угоду, яка надала регіону автономію, а лідер Півдня Джон Гаранг став віце-президентом Судану.
З 9 по 15 січня 2011 року в Південному Судані пройшов референдум з питання незалежності від Судану. Офіційні результати референдуму були оголошені 7 лютого, згідно з якими, за відділення Південного Судану було подано 98,83 % від загального числа визнаних дійсними бюлетенів. Офіційне проголошення нової держави сталося 9 липня 2011 року.
Період незалежності характеризується політичною нестабільністю, збройними конфліктами, в тому числі й міжрелігійними, що може призвести до громадянської війни.

## Доколоніальний період

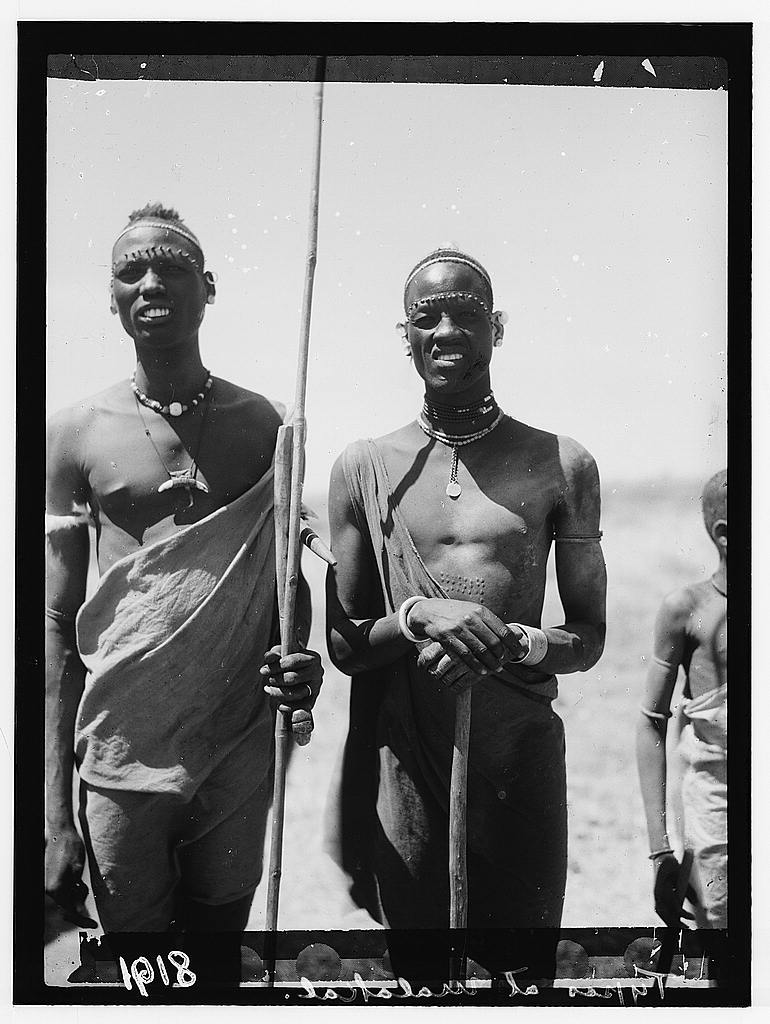
Чоловіки народу шіллук з регіону Малакалі. Фотографія 1936 року

Достовірних відомостей про те, як розвивалася територія сучасного Південного Судану до XVIII століття майже не існує. Традиційно вважається, що першими людьми, що поселилися на території Південного Судану, були представники нілотських народів, такі як дінка, нуер, шиллук та інші. В XVI столітті в результаті племінних міграцій у регіоні з'явилися люди занде, що не належали до нілотської групи й незабаром встановили панування над Південним Суданом.

## Колонізація
До моменту початку колонізації Африки європейцями в Південному Судані панував народ занде, однак не існувало організованих державних утворень. Арабам і туркам-османам в силу природних географічних бар'єрів також не вдалося підкорити собі цей регіон, завдяки чому південні суданці уникли ісламізації, зумівши зберегти свої етнічні та культурні особливості. Певний успіх у сфері освоєння південносуданських територій спостерігався в 1820-х і 1870-х роках з боку Єгипту, але остаточна їх колонізація була здійснена вже англійцями.
У період існування Англо-Єгипетського Судану, до складу якого входив і Південний Судан, колоніальна влада прагнула обмежити ісламський та арабський впливи на жителів регіону. З цією метою Північ і Південь Судану були підпорядковані окремим адміністраціям, а в 1922 році для пересування між двома регіонами були введені спеціальні візи. Разом з тим англійці насаджували серед жителів Південного Судану християнство, оскільки переважна більшість із них сповідували анімізм та інші традиційні вірування.

## Громадянські війни

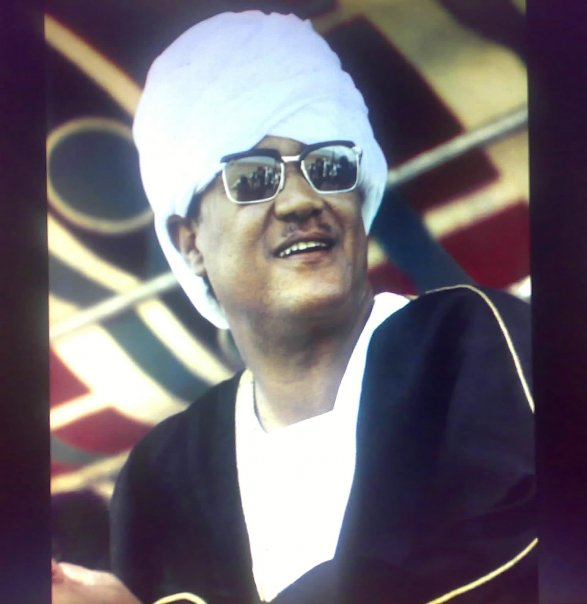
Джафар Мухамед Німейрі

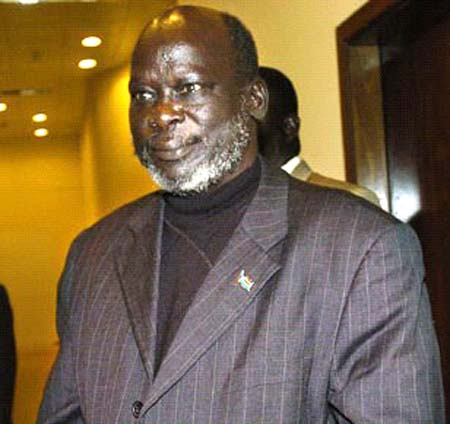
Джон Гаранг

У 1956 році в результаті надання Судану незалежності на території обох його частин було проголошено створення єдиної суданської держави зі столицею в Хартумі, що відразу ж спричинило Першу громадянську війну в країні. Незважаючи на те, що після 17 років війни жителі півдня в підсумку зазнали поразки, суданська влада надала Південному Судану широку автономію й значні привілеї в порівнянні з іншими регіонами.
Після десятирічного перемир'я в Судані знову спалахнула громадянська війна. Радикально налаштований президент Джафар Німейрі, який прийшов до влади в результаті військового перевороту в 1969 році, відновив політику ісламізації. У кримінальне законодавство країни були введені передбачені ісламським правом такі види покарань, як забивання камінням, публічна порка і відсікання рук. Ці та ряд інших причин змусили Народну армію звільнення Судану — збройні сили сепаратистів Півдня — продовжити ведення бойових дій.
За американським оцінками, за 22 роки, протягом яких йшла друга громадянська війна, від рук урядових військ полягло більше 2 мільйонів мирних жителів. Через періодичні посухи, голод, нестачу палива розширюється збройне протистояння, порушення прав людини. Понад 4 мільйони жителів півдня були змушені залишити свої будинки й тікати в сусідні країни: Ефіопію, Кенію, Уганду, ЦАР, Єгипет. Багаторічна війна призвела до гуманітарної катастрофи.
Переговори між повстанцями й урядом у 2003–2004 формально завершили 22-річну другу громадянську війну, хоча окремі збройні сутички в ряді південних районів мали місце й пізніше. 9 січня 2005 року в Кенії було підписано Найваську угоду, яка надала регіону автономію, а лідер Півдня Джон Гаранг став віце-президентом Судану.
Південний Судан отримав право після 6 років автономії провести референдум щодо своєї незалежності. Доходи від видобутку нафти в цей період повинні були, за угодою, ділитися порівну між центральним урядом і керівництвом південної автономії. Це дещо розрядило напружену обстановку. Однак 30 липня 2005 Гаранг загинув у аварії, і ситуація знову загострилася. Для врегулювання конфлікту в вересні 2007 року Південний Судан відвідав Генеральний Секретар ООН Пан Гі Мун..
Міжнародне співтовариство ввело в зону конфлікту миротворчі та гуманітарні сили. Протягом 6-річного тимчасового періоду влада півдня організувала повний та ефективний контроль своєї території чинним Урядом Південного Судану з усіма міністерствами, включаючи збройні сили й органи правопорядку. За всіма оцінками, здатність і бажання неарабського регіону жити самостійно не викликають сумніву. У червні 2010 року США оголосили, що будуть вітати появу нової держави в разі позитивного результату референдуму.

## Референдум 2011 року

Зразки бюлетенів, що пропонувалися жителям Південного Судану в ході референдуму

22 грудня 2009 року парламент Судану схвалив закон, яким встановив правила проведення референдуму 2011 року. Південний Судан отримає незалежність, якщо за неї проголосує 51 % голосуючих за явки не менше 60 %.
22 липня 2009 третейський суд у Гаазі вирішив суперечку щодо кордону біля міста Абіей в центрі Судану, яка виникла 2005 року після початку перемир'я. Межі міста було скориговано, а мешканці отримали право визначити його приналежність до Південного Судану 2011 року.
22 грудня 2009 парламент Судану схвалив закон, що встановлює правила проведення референдуму 2011 року. 27 травня 2010 року президент Судану Омар аль-Башир пообіцяв провести в намічений термін, у січні 2011 року, референдум про самовизначення Південного Судану. У підготовці до референдуму взяли активну участь співробітники ПРООН та інших міжнародних організацій, надавши в тому числі фінансову допомогу..
Крім референдуму, в Південному Судані також мав бути визначений статус провінцій Нубійські гори (Південний Кордофан) і Блакитний Ніл. На відміну від Абіея, для цих провінцій референдуму про входження до складу Південного Судану не передбачено. Відповідно до договору 2005, передбачено, що статус цих теренів має визначитися шляхом «всенародного опитування». Проте час і механізм його проведення чітко не визначено.
Напередодні референдуму, 4 січня 2011 року президент Судану Омар аль-Башир під час візиту в південносуданську столицю Джубу пообіцяв визнати будь-які результати плебісциту, і навіть висловив готовність взяти участь в офіційних святкуваннях з нагоди утворення нової держави, якщо на референдумі жителі півдня проголосують за незалежність. Крім того, він пообіцяв свободу переміщення між двома країнами, запропонував допомогти жителям півдня створити безпечну і стабільну державу, а також організувати рівноправний союз двох держав на зразок Євросоюзу, якщо Південь здобуде незалежність..
З 9 січня по 15 січня 2011 року в Південному Судані пройшов референдум з питання незалежності від Судану.. Крім того, мав відбутися референдум у районах міста Аб'єй з питання входження до складу Південного Судану, однак його відклали..
Офіційні результати референдуму були оголошені 7 лютого, згідно з ними, за відділення Південного Судану було подано 98,83 % від загального числа визнаних дійсними бюлетенів. Офіційне проголошення нової держави відбулося 9 липня 2011 року, до цієї дати Судан продовжував існувати як єдина держава..

## Період незалежності

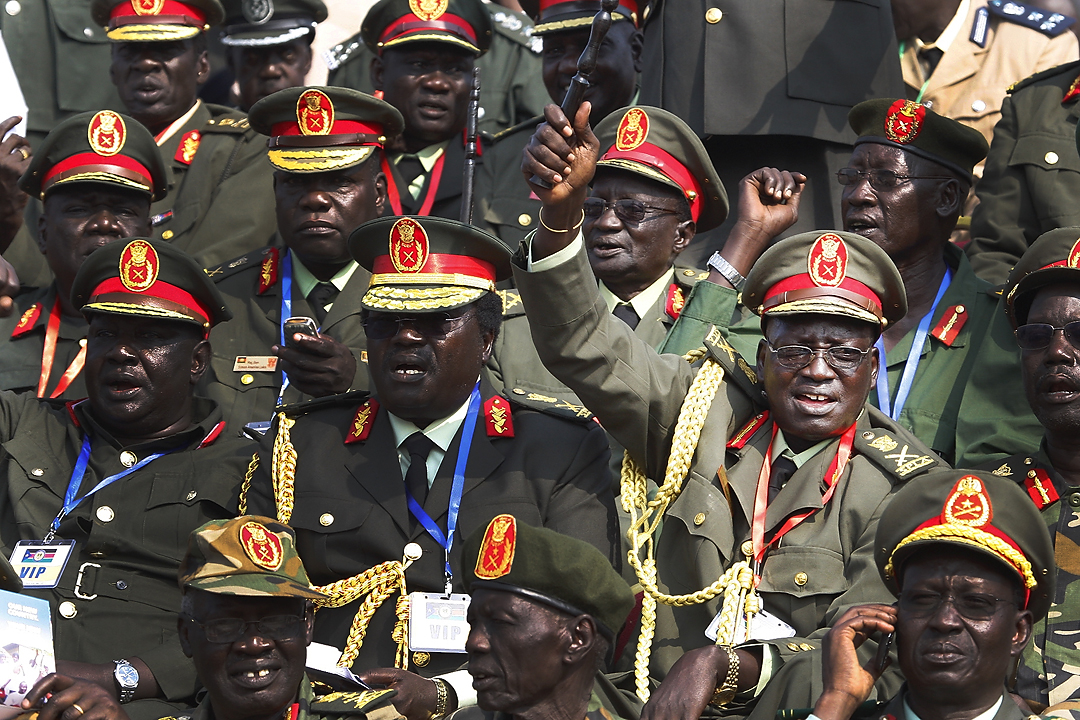
Генерали збройних сил Південного Судану на святкуванні незалежності

Суверенний статус Південного Судану набрав чинності 9 липня 2011 року, після підписання декларації проголошення незалежності. Слідом за цим багато країн визнали незалежність країни, починаючи з Судану, і вступ 14 липня 2011 року Республіки Південний Судан в ООН як її 193-го члена.
Влітку 2011 року була введена національна грошова одиниця — південносуданський фунт. 18 квітня 2012 року Південний Судан став членом Міжнародного валютного фонду і Світового банку..
Країна отримала у спадок від громадянських воєн не менше 7-ми непідконтрольних збройних угруповань і кілька етносів, продовжуються місцеві конфлікти і повстання. Також вкрай напруженими, аж до збройних конфліктів, залишаються відносини з Суданом, з яким є територіальні та економічні суперечки. Останнім часом ситуація в Південному Судані настільки загострилася, що почали з'являтися ознаки початку громадянської війни.

## Конфлікт у Південному Кордофані
У травні–серпні 2011 року між Республікою Південний Судан і Республікою Судан стався збройний конфлікт у спірній зоні Південного Кордофана.

## Прикордонний конфлікт із Суданом
В основі конфлікту лежить давня міжетнічна ворожнеча між арабомовною ісламською Північчю і християнсько-анімістичними племенами Півдня. Конфлікт ускладнюється наявністю значних запасів вуглеводнів у спірних прикордонних провінціях Аб'єй, Ель-Вахда і Південний Кордофан. Збройне протистояння розпочалося, коли Південний Судан вторгся і швидко зайняв невелике прикордонне місто Хегліг.
Конфлікт розгортався у формі періодичних нападів мобільних груп ворогуючих сторін на ворожу територію без встановлення лінії фронту. Судан кілька разів проводив повітряні бомбардування південносуданських позицій. Нафтовидобувна інфраструктура регіону значною мірою була зруйнована, що підсилило економічні негаразди обох країн.
Глава Народних сил оборони Уганди (УПДФ) Аронда Някайріма заявив, що Уганда підтримає Південний Судан, якщо між ним і Суданом почнеться війна. Парламент Судану ухвалив 16 квітня 2012 р. заяву, в якій сусідній Південний Судан був названий ворожою державою.
Сутички невеликого масштабу тривали до моменту підписання угоди щодо кордону і природних ресурсів 26 вересня, яка вирішила більшість аспектів конфлікту. Близько 1,2 тисячі громадян Південного Судану загинули в результаті військового конфлікту з сусіднім Суданом через регіон Хегліг (заява командувача південносуданської армії Камали Маруфа від 23 квітня 2012 року).